# CORDIC
CORDIC (от английски: coordinate rotation digital computer, „цифров изчислител на координатна ротация“) е прост и ефективен алгоритъм за приблизително изчисляване на стойностите на тригонометрични и хиперболични функции, квадратни корени, умножение, деление, степенуване и логаритми, обикновено със сходимост от една цифра на итерация. CORDIC и много близките методи на псевдоумножение и псевдоделение намират широко приложение в изчислителните машини без двоичен мултипликатор (например в прости микроконтролери или FPGA), тъй като единствените действия, които използват, са събиране, изваждане, побитово изместване и пряко адресиране.